# 井上琢智
井上 琢智（いのうえ たくとし、1946年9月29日 - ）は、日本の経済学者。経済学博士（関西学院大学）。専攻は、イギリス経済思想史、日本経済思想史。
京都府舞鶴市出身。2011年4月から2014年3月まで関西学院大学学長を務めていた。

## 経歴
舞鶴鎮守府時代に海産物を扱う御用達商店として知られた「集帆堂」の家に生まれた。
舞鶴市立三笠小学校、舞鶴市立青葉中学校、京都府立東舞鶴高等学校を経て、関西学院大学経済学部へ入学した。
1970年3月、関西学院大学経済学部を卒業、1972年3月、同大学大学院経済学研究科修士課程修了、1975年3月、同大学大学院経済学研究科博士課程を満期退学した。
1976年4月、大阪商業大学の専任講師に就任、1981年4月、同大学助教授になり、1985年3月まで同大学に在籍した。
同年4月、母校関西学院大学経済学部助教授に就任、1988年4月、同大学経済学部教授となった。1991年4月からは大学院経済学研究科博士課程前期課程指導教授に、1994年4月博士課程後期課程指導教授となった。
1998年4月から3年間、関西学院大学経済学部長、2001年4月から6年間、同大学図書館長、2005年4月から3年間、同大学副学長を務め、2011年4月から3年間、同大学学長を務めた。2016年退職。
関西社会人大学院連合の副理事長も務めている。
世界市民リーダーの育成を目指す「クロス・カルチュラル・カレッジ」が文部科学省の「平成23年度大学の世界展開力強化事業」に採択され、マウント・アリソン大学、クイーンズ大学、トロント大学と調印を行った。

## 人物
関西学院大学体育会陸上競技部の監督を1988年から2011年まで務めた。
2012年11月18日、高校の同窓会により関西学院大学学長就任を祝う会が開催された際、大学数が多いことを理由に田中真紀子文部科学大臣(当時)が、一時 設置認可を見送ったことに対して、「私学は個性を持った教育をしており、大学数が多いことを理由に認可しないのは望ましくない」と述べた。

## 所属学会
- 経済学史学会
- 日本イギリス哲学会
- 大学史研究会
- 日本経済思想史研究会
- アメリカ経済思想史研究会
- 大洋州学会

## 著書
- 『ジェヴォンズの思想と経済学 科学者から経済学者へ』日本評論社、1987年
- 『黎明期日本の経済思想』日本評論社、2006年